# Enicospilus americanus
Enicospilus americanus là một loài tò vò trong họ Ichneumonidae.